# Новофирсово
Новофи́рсово — село в Курьинском районе Алтайского края. Административный центр Новофирсовского сельсовета.

## География
Село расположено на реке Локтевка в 18 км к северо-северо-западу от села Курья, в 71 км к северо-востоку от Рубцовска и в 207 км к юго-западу от Барнаула.
Недалеко от села проходит автодорога Поспелиха — Усть-Каменогорск. Ближайшая железнодорожная станция находится в Поспелихе (на линии Барнаул — Семей), в 37 км к северо-западу от села.

## Описание местности
Новофирсово находится на Приобском плато, абсолютные отметки поверхности равнины колеблются в интервале 250—400 м, сопки поднимаются над уровнем долин на высоту 50-120 м.
В 2,5 км к востоку от села обнаружено высоколиквидное месторождение серебра и золота, содержащее также много полиметаллических руд.
Вблизи села находится Новофирсовская степь — особо охраняемая природная территория Алтайского края регионального значения общей площадью в 3,5 гектара.
Возле села найдено древнее поселение металлургов — Новофирсово I, эпоха поздней бронзы (первая половина II тысячелетия до н. э.). К историческим местам также относятся расположенные неподалёку курганная группа Холодный Ключ, Висячий Камень, Сурич (горная выработка), Дурной Лог.

## История
Село появилось в результате аграрной реформы Столыпина, переселявшего крестьян на свободные земли Сибири. По указу Канцелярии горного начальства 11 крестьянских семей, выполнявших заводские работы и снабжавших рудники продовольствием, были переселены из деревни Фирсово на новое место — деревню Чернодырово. Из справки Томского госархива: «Согласно спискам населённых мест Томской губернии на 1859 года заводская деревня Новофирсово (Чернодырово) 3-го Чарышского участка при реке Локтевке имела 37 дворов с населением 110 мужских и 104 женских душ».
С 1806 года деревня стала называться Новофирсово. Входила в Алейскую волость Бийского округа. Согласно переписи населения 1893 года, в деревне стояло 70 дворов, проживало 217 мужчин и 226 женщин, был хлебозапасный магазин и лавка.
В 1899 году деревня находится в составе Курьинской волости Змеиногорского уезда, в ней открылась ещё одна лавка, работает мукомольная мельница, открыта школа грамоты (Госархив Томска).
По данным переписи 1926 года в Новофирсово насчитывалось 416 хозяйств и 2341 житель, в том числе совершеннолетних 1145 мужского и 1119 женского пола.
В 1957 году появилось 2-е отделение совхоза «Краснознаменский», являвшееся высокомеханизированным развитым хозяйством. Зерновые площади занимали более 7 тысяч гектаров, в животноводческом отделении насчитывалось около 10800 голов овец. Строились детские сады, квартиры, новые мастерские и другие здания, необходимые для ведения сельского хозяйства и жизни людей.

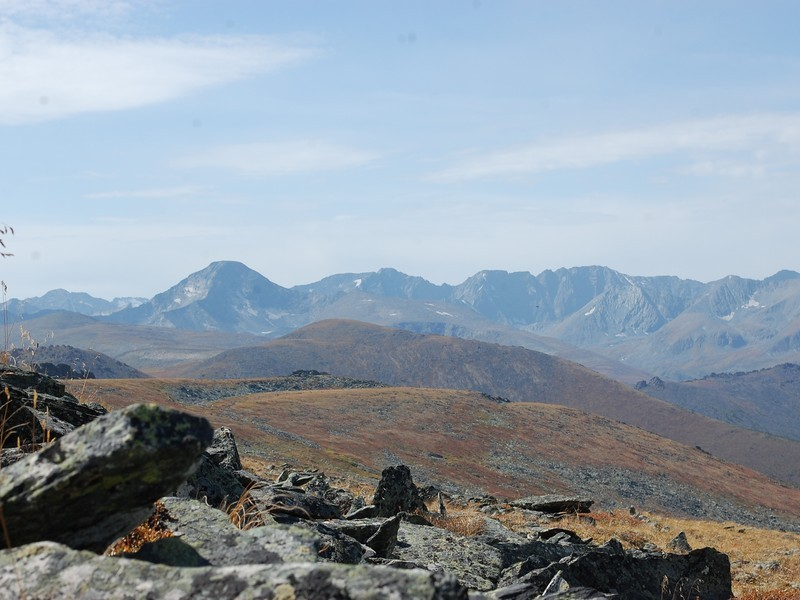
Природа Горного Алтая

## Население
| 1997 | 1998 | 1999 | 2000 | 2001 | 2002 |
| ---- | ---- | ---- | ---- | ---- | ---- |
| 772  | ↘770 | ↘758 | ↘755 | ↘749 | ↘740 |
| 2003 | 2004 | 2005 | 2006 | 2007 | 2008 |
| ↘699 | ↘683 | ↘646 | ↘621 | ↘615 | →615 |
| 2009 | 2010 | 2011 | 2012 | 2013 | 2014 |
| →615 | ↘560 | ↘557 | ↘544 | ↘532 | ↘522 |
| 2015 | 2016 | 2017 | 2018 | 2019 | 2020 |
| ↘486 | ↘464 | ↘440 | ↘433 | ↘428 | ↘401 |
| 2021 |      |      |      |      |      |
| →401 |      |      |      |      |      |

## Инфраструктура
В 2010 году на предприятии ООО «Золото Курьи» было выплавлено первое золото с месторождения в Новофирсово.
Сегодня население занято на рудниках, предприятиях по добыче драгметаллов, в других сферах предпринимательства и в сельском хозяйстве. Есть крестьянско-фермерские хозяйства, хозяйства по выращиванию зерновых и зернобобовых культур, торговые и бытовые фирмы, школа, детский сад, МКУК «Новофирсовский КДЦ». В Алтайском крае создано 274 школьных музея, в том числе, в Новофирсовской школе — историко-краеведческий музей «Родник».
Связь
В селе есть телевидение, сотовая связь и Интернет.